# St. Clair Bourne

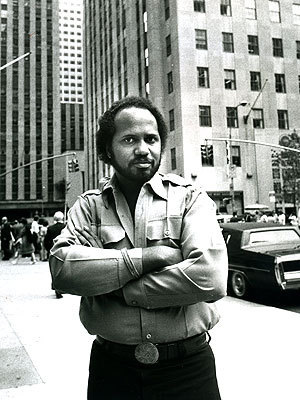
St. Clair Bourne

St. Clair Bourne (* 16. Februar 1943 in Harlem; † 15. Dezember 2007 in Brooklyn) war ein Emmy-nominierter US-amerikanischer Dokumentarfilm-Regisseur, Filmproduzent und Drehbuchautor.

## Leben
Bourne besuchte in den 1960er Jahren die Georgetown University, wo er nach einer Protestaktion vom Campus verwiesen wurde. Daraufhin meldete er sich freiwillig beim Friedenscorps und kam in Lima zum Einsatz. Später schloss der sein Studium des Journalismus und Politikwissenschaft an der Syracuse University ab. Er bekam daraufhin ein Stipendium an einer Kunsthochschule, nach einer Friedensdemonstration auf dem Universitätsgelände wurde er jedoch auch dort ausgeschlossen.
Anfang der 1970er Jahre gründete er seine eigene Produktionsfirma Chamba, die er bis zu seinem Tod leitete und mit der er weit über 40 Filme (unter anderem für die Sender HBO, PBS, BBC und National Geographic) realisierte; seine zum Teil kontroversen Dokumentarfilme beschäftigten sich zum großen Teil mit Rassismus gegenüber Afro-Amerikanern, sowie afroamerikanischen Leitfiguren wie Langston Hughes und Paul Robeson.
Zum Zeitpunkt seines Todes arbeitete er an einer Dokumentation über den Fotografen Ernest Withers, der Martin Luther King auf dessen öffentlichen Auftritten begleitet hatte.

## Filmografie

### Regisseur (Auswahl)
- 1971: Ourselves
- 1972: A Piece of the Block
- 1972: Pusher Man
- 1974: Let the Church Say Amen!
- 1975: A Nation of Common Sense
- 1989: Making „Do the Right Thing“
- 1996: John Henrik Clarke: A Great and Mighty Walk
- 2001: Dr. Ben

### Produzent (Auswahl)
- 1971: Something to Build On
- 1972: A Piece of the Block
- 1975: A Nation of Common Sense
- 1976: The Long Night
- 1989: Making „Do the Right Thing“
- 1996: Rebound: The Legend of Earl „The Goat“ Manigault
- 1999: Innocent Until Proven Guilty
- 2000: Half Past Autumn: The Life and Works of Gordon Parks

### Drehbuchautor
- 1971: Something to Build On
- 1972: Nothing But Common Sense
- 1975: A Nation of Common Sense